# アイヴァン・サウスオール
アイヴァン・サウスオール（Ivan Southall、1921年6月8日 - 2008年11月15日）は、オーストラリアの児童文学作家。メルボルン生まれ。
12歳のとき、地元新聞の短編小説コンテストで賞金を獲得するが、14歳のときに父親が死去したため、高等教育を断念した。印刷工などを経て、第二次世界大戦中は、空軍パイロットとして従軍する。配属先のイギリスで結婚、1946年に妻とともにオーストラリアに帰国した。
戦後、冒険小説シリーズを発表後、1962年の『ヒルズ・エンド』が世に認められるきっかけとなり、1966年の『アッシュ・ロード』はオーストラリア児童図書賞を受賞。1971年に『ジョシュ』でカーネギー賞を受賞し、オーストラリア児童文学を代表する作家となった。
1981年にOrder of Australiaを授与される。癌のため2008年11月15日に死去。

## 受賞歴
- カーネギー賞　1971年　（Josh（『ジョシユ ライアン・クリークの三日間』）に対して）
- フェニックス賞　2003年　（The Long Night Watchに対して）

## 作品

### ノンフィクション
- They Shall Not Pass Unseen (1956)
- Journey into Mystery (1961)
- Indonesia Face to Face (1964)
- Lawrence Hargrave in the Six Great Australians series (1964)
- Rockets in the Desert: The Story of Woomera (1965)
- The Challenge: Is the Church Obsolete? (1966)
- Parson on the Track (1961)
- Fly West (1976)

### フィクション
- Meet Simon Black (1950)
- Hills End (1962)
- Ash Road (1966)
- Let the Balloon Go (1968)
- To the Wild Sky (1968)
- Sly Old Wardrobe (1969) (pictures by Ted Greenwood)
- Josh (1971)
- Bread and Honey (1971)
- The Long Night Watch (1983)
- Blackbird (1988)
- Ziggurat (1997)